# Бедень (Ясси)
Бедень, Бедені (рум. Bădeni) — село у повіті Ясси в Румунії. Входить до складу комуни Скобінць.
Село розташоване на відстані 336 км на північ від Бухареста, 55 км на північний захід від Ясс.

## Населення
За даними перепису населення 2002 року у селі проживали 1319 осіб, усі — румуни. Усі жителі села рідною мовою назвали румунську.

## Галерея

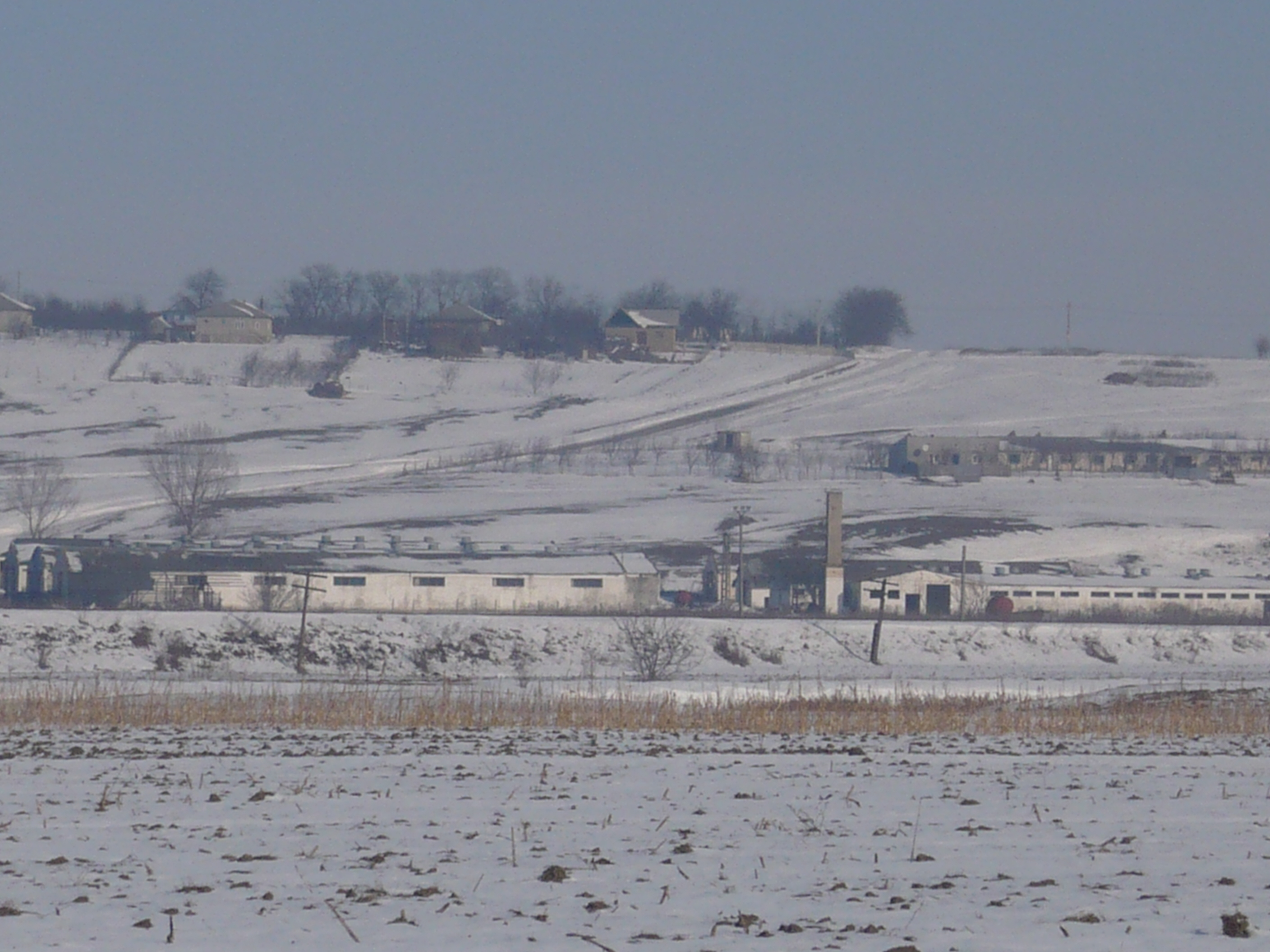
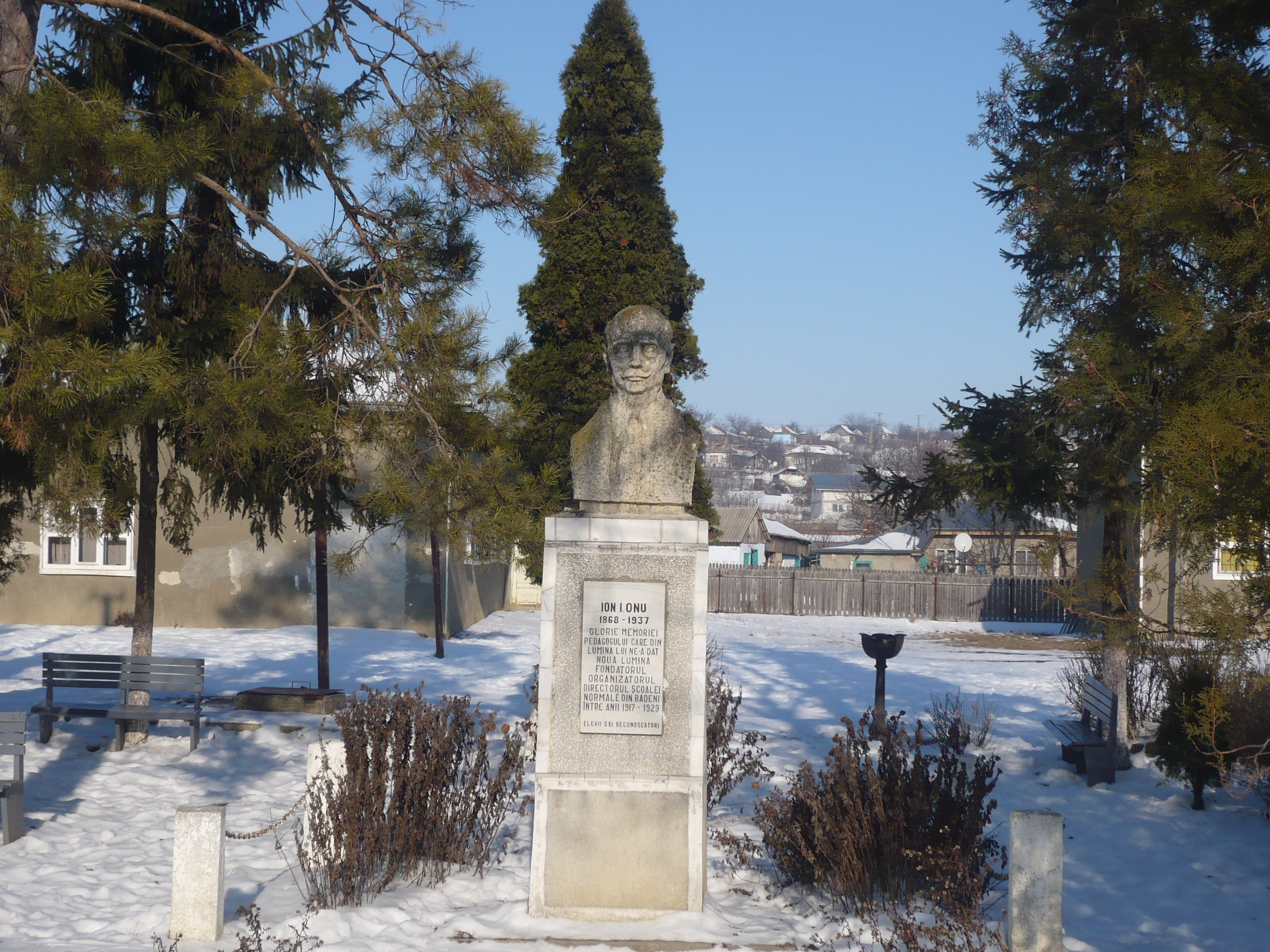
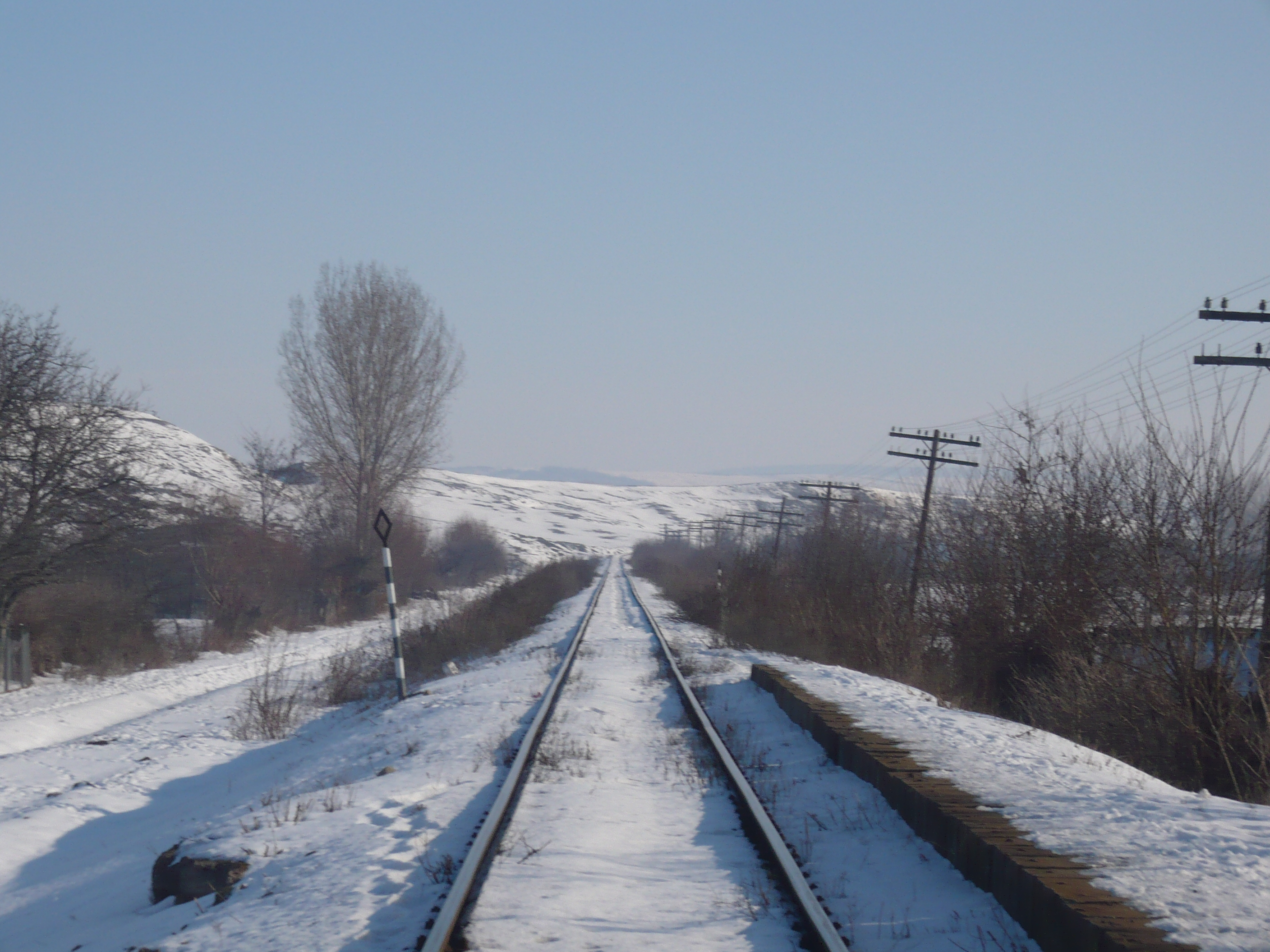
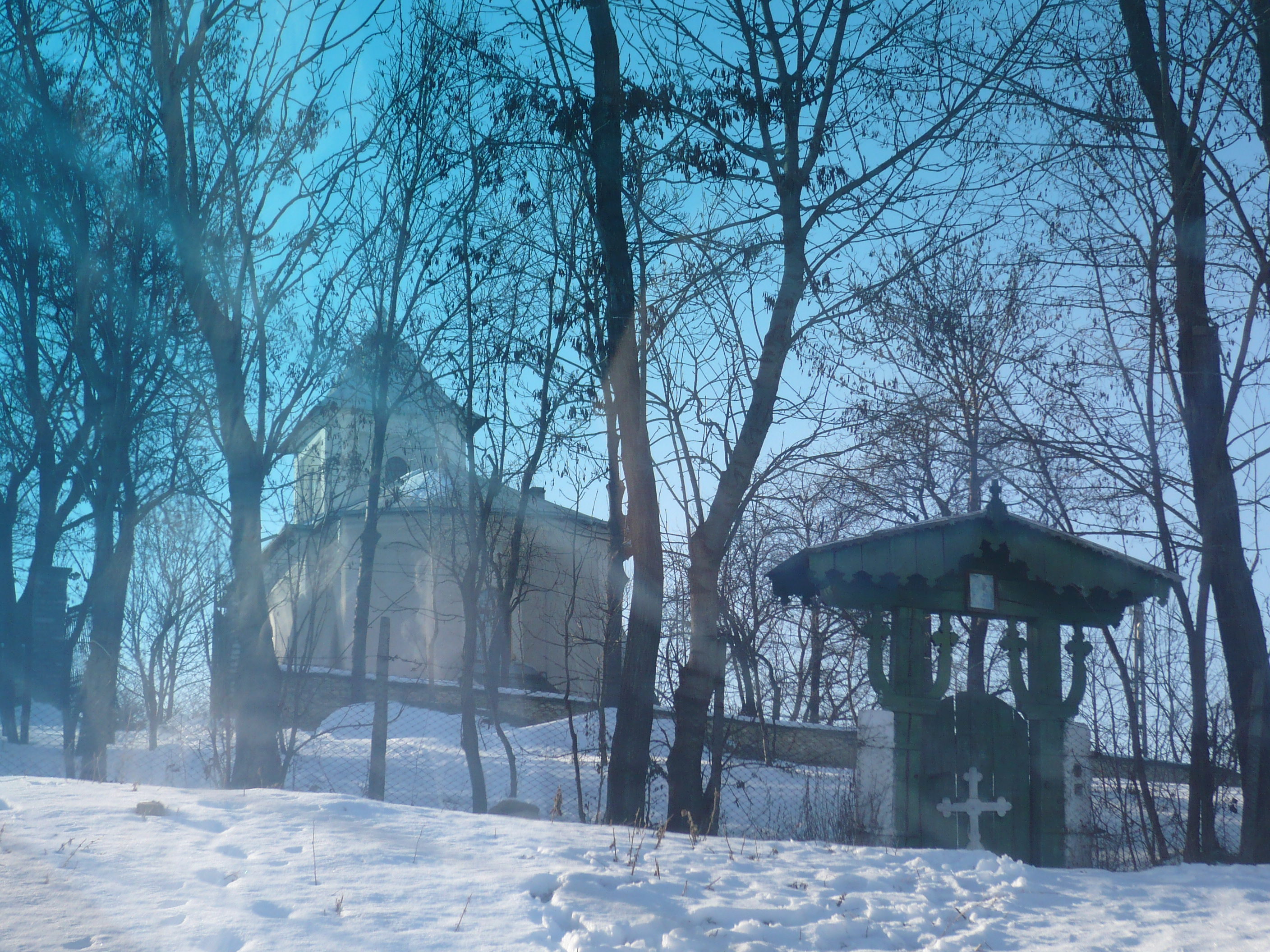